# Wiesbaum
Wiesbaum est une municipalité du Verbandsgemeinde Hillesheim, dans l'arrondissement de Vulkaneifel, en Rhénanie-Palatinat, dans l'Ouest de l'Allemagne.